# Eciton mexicanum
Eciton mexicanum is een mierensoort uit de onderfamilie van de Ecitoninae. De wetenschappelijke naam van de soort is voor het eerst geldig gepubliceerd in 1863 door Roger.